# ميشيل الصايغ
ميشيل الصايغ (1946-) هو إقتصادي فلسطيني وصاحب أعمال كبيرة في الأردن ، ولد في يافا في فلسطين المحتلة، وهجر مع عائلته بعد النكبة عام 1948، واستقر في العاصمة عمان في الاردن. متزوج من السيدة نازي القبطي وله ولدان وبنت. أكمل دراسته الثانوية عام 1966 من كلية الحسين في عمان، ويحمل شهادة البكالوريوس في الإدارة العامة والعلوم السياسية من الجامعة الأردنية عام 1971. وهو عضو المجلس الوطني الفلسطيني.
يعتبر الصايغ رائد في مجال صناعة الدهانات، والصناعات الهندسية والعقار والقطاع المصرفي. يشغل منصب رئيس مجلس إدارة مجموعة الصايغ والتي تضم تحت مظلتها 35 شركة منتشرة في الوطن العربي وأوروبا الشرقية والغربية، يعمل فيها قرابة 5000 موظف وموظفة.

## أوسمة حصل عليها
حصل على العديد من الأوسمة والجوائز منها:
- وسام القبر المقدس من قداسة المتروبوليت فينيذكتوس بطريركية الروم الأرثوذكس في عام 2002.

- وسام الحسين للعطاء المميز من الدرجة الأولى منحه إياه الملك عبد الله الثاني وذلك في عام 2007

- جائزة "إرنست ويونغ للتميز لأفضل شركة عائلية"، التي أطلقتها "إرنست ويونغ الأردن" تحت رعاية الملك عبدالله الثاني ابن الحسين، عام 2013.

- كُرم من قبل جمعية اتحاد رجال الأعمال الفلسطيني التركي، لدوره الاقتصاديّ والرياديّ في دعم الاقتصاد الفلسطيني.

- نال المرتبة الخامسة والخمسين من بين أهم مئة رجل أعمال في الشرق الأوسط، متصدرًا بذلك الترتيب على مستوى المملكة الأردنية الهاشمية، حسب مجلة "فوربس" النسخة العربية.

## إنجازاته
إفتتح كلية باسمه للصيدلة في جامعة العقبة للتكنولوجيا في الأردن، وتكرّس الكلية عملها في التميز والإبتكار في مجال البحث العلمي وتدريس الصيدلة وذلك عن طريق التدريب والبحوث للأفراد والمجتمع، وتسعى الكلية إلى تحويل نتائج أبحاثها لمعالجة أهم المشاكل والتحديات الصحية التي تواجه الأردن والمنطقة المجاورة.

## مناصب يشغلها
يشغل الصايغ رئيس وعضو مجلس إدارة ورئيس فخري لعدة شركات وجمعيات وأندية منها:
- رئيس مجلس الإدارة لكافة شركات مجموعة الصايغ.
- رئيس مجلس إدارة البنك التجاري الأردني.
- عضو في مجلس أمناء جائزة الملك عبد الله الثاني للعمل الحر والريادة.
- الرئيس الفخري لنادي الفحيص الأرثوذكسي.
- عضو في المجلس المركزي الأرثوذكسي.
- مؤسس ورئيس هيئة المديرين لجمعية فلسطين الدولية.
- عضو في الاتحاد العربي لمنتجي البويات والدهانات ممثلا ً عن الأردن.
- عضو مجلس أمناء الجمعية الأردنية للبحث العلمي.
- عضو مجلس إدارة في بنك الجزيرة السوداني الأردني.
- رئيس مجلس إدارة الشركة العربية لصناعة الدهانات في فلسطين.
- رئيس مجلس إدارة شركة أبعاد الأردن والإمارات للاستثمار التجاري والعقاري.
- رئيس مجلس إدارة شركة التجمع الوطني للتجارة والاستثمار.
- رئيس مجلس إدارة شركة البحر الأحمر لتجارة الغاز.
- رئيس فخري لإتحاد العالميين العرب.

## أعماله الخيرية
دعم الصايغ صندوق همة وطن الأردني لمواجهة جائحة كورونا بمبلغ 400 ألف دينار. وتبرّع بمبلغ من المال لتجديد موقع تابع للجنة الخدمات وتحسين مخيم حطين في الأردن. ويدعم العديد من الأعمال التنموية في مدينة القدس بشكل خاص، وقد كرمته العديد من المؤسسات المقدسية على انجازاته وعطائه الخيري لمؤسسة صندوق ووقفية القدس، وجامعة القدس، وجمعية مركز برج اللقلق المجتمعية، ومدرسة الحصاد التابعة لجمعية دار الفتاة اللاجئة. وبمناسبة اليوم الدولي للتضامن مع الشعب الفلسطيني افتتح عيادة الأسنان الحديثة في مخيم الطالبية في زيزيا لواء الجيزة، عن روح المرحوم الدكتور الياس رزق الله قندلفت.